# Nymphaeales
Nymphaeales is een botanische naam, voor een orde van bedektzadigen: de naam is gevormd uit de familienaam Nymphaeaceae. Een orde onder deze naam wordt erkend door verschillende systemen voor plantentaxonomie.

## Indeling

### APG IV-systeem (2016)
In het APG IV-systeem (2016) wordt de volgende stamboom voorgesteld:
| - 'angiosperms', bedektzadigen, Angiospermae - Amborellales ← (ANA-groep) - - Nymphaeales ← (ANA-groep) - - Austrobaileyales ← (ANA-groep) - 'mesangiosperms' - 'magnoliids', magnoliiden, Magnoliopsida - Chloranthales - - 'monocots', Monocotyledoneae, eenzaadlobbigen - Dicotyledonae, tweezaadlobbigen - Ceratophyllales - 'eudicots', Asteropsida, 'nieuwe' tweezaadlobbigen |

### Cronquist-systeem (1981)
Het Cronquist-systeem (1981) erkent inderdaad de orde Nymphaeales en plaatst haar in een onderklasse Magnoliidae. Aldaar had zij de volgende samenstelling:
- orde Nymphaeales
  - familie Barclayaceae
  - familie Cabombaceae
  - familie Ceratophyllaceae
  - familie Nelumbonaceae
  - familie Nymphaeaceae

### APG III-systeem en APG IV-systeem
In het APG II-systeem (2003) is de orde Nymphaeales niet gedefinieerd, maar wel in het APG III-systeem (2009) en in het APG IV-systeem (2016) met de volgende samenstelling:
- orde Nymphaeales
  - familie Cabombaceae
  - familie Hydatellaceae
  - familie Nymphaeaceae

De Nymphaeales vormen een basale clade, in de ANITA grade in APG III en ANA grade in APG IV, de meest primitieve bedektzadigen.